# Dermatologi
Dermatologi (från grekiskans δέρμα, derma, "hud" och λογία, logia, "lära") kallas läran om huden och dess sjukdomar, och är en medicinsk vetenskap med både medicinska och kirurgiska aspekter. Namnet kommer från dermologie (Franska, 1764) och senare även dermatologia (Latin, 1777).
En läkare som har genomgått specialistutbildning inom dermatologi kallas för dermatolog.

## Historia
1801 öppnade den första stora skolan för dermatologi på kända Hôpital Saint-Louis i Paris och de första böckerna (Willan's, 1798-1808) och atlaser (Alibert's, 1806-1814) trycktes under samma period.

## Underspecialiteter

### Kosmetisk dermatologi
Dermatologer har varit ledare i fältet för kosmetisk kirurgi. Under ST-tjänst tränas många i användandet av bland annat botox och laserkirurgi. Vissa dermatologer utför mindre kosmetiska ingrepp som fettsugning och ansiktslyft.

### Immunodermatologi
Detta är en specialitet mot hudsjukdomar som bland annat systemisk lupus erythematosus, bullös pemfigoid, pemphigus vulgaris.

### Barndermatologi
Läkare kvalificerar sig för denna specialitet med att genomföra ST-tjänst både som barnspecialist och hudspecialist. Detta fält innefattar komplexa sjukdomar för neonatus och ärftliga hudsjukdomar.